# Henry Norris
Henry Norris (Kennington, 23 luglio 1865 – Derby, 30 luglio 1934) è stato un imprenditore, politico e manager inglese, noto per aver presieduto i club calcistici Fulham e Arsenal. Parte della sua fama è legata al ruolo rivestito nella controversa promozione dell'Arsenal in First Division nel 1919, malgrado il club si fosse piazzato quinto in Second Division.

## Affari e carriera politica
Nato a Kennington da una famiglia della classe operaia, Norris abbandonò gli studi a 14 anni per entrare nello studio di un solicitor, prima di lasciare un anno dopo per intraprendere la carriera di sviluppatore di proprietà. Fece la sua fortuna costruendo case a South London e a West London, in particolare a Fulham. Fece parte della 2nd Tower Hamlets Rifle Volunteers nel 1896, ma un anno dopo si ritirò. In seguito fu sindaco del Metropolitan Borough of Fulham dal 1909 al 1919, e militò nel Conservative Party, nelle cui file fu eletto deputato per la circoscrizione Fulham East dal 1918 al 1922. Nel 1917 fu insignito del titolo di cavaliere e gli fu conferito il grado onorifico di colonnello per aver servito il suo paese durante la seconda guerra mondiale. Aveva lavorato come ufficiale di reclutamento militare per la British Army. Fu anche un influente massone, fino a diventare Grande Diacono della Grande Loggia Unita d'Inghilterra, e un noto filantropo con stretti legami con la Chiesa d'Inghilterra. Suoi amici personali erano l'Arcivescovo di Canterbury e Randall Thomas Davidson.

## Presidenza del Fulham F.C.
Appassionato di calcio, Norris divenne prima presidente del Fulham Football Club, nel periodo in cui i Cottagers guadagnarono la promozione dalla Southern League alla Football League. Da presidente del Fulham, Norris ebbe un ruolo indiretto nella fondazione del Chelsea Football Club. Rifiutò, infatti, l'offerta dell'uomo d'affari Gus Mears di trasferire la squadra a Stamford Bridge, così Mears creò una propria squadra per occupare quello stadio.

## Presidenza dell'Arsenal F.C.
Nel 1910 divenne presidente e maggior azionista del disastrato Woolwich Arsenal (che era andato in liquidazione volontaria) mentre era ancora alla guida della dirigenza del Fulham. Visto che l'Arsenal era finanziariamente sofferente e considerata la scarsa affluenza di pubblico allo stadio, Norris provò a creare un superclub londinese fondendo i due club, ma il suo proposito fu bloccato dalla Football League. Risoluto nel suo intento, concentrò i suoi sforzi sul trasferimento dell'Arsenal in un nuovo stadio e alla fine individuò un suolo ad Highbury, North London, sul terreno di gioco di un college di teologia, il St John's College of Divinity. La sua stretta relazione con Randall Davidson fu d'aiuto, tanto che l'arcivescovo firmò personalmente il rogito del terreno. L'Arsenal Stadium aprì i battenti nel 1913 e il club eliminò la parola "Woolwich" dal suo nome l'anno seguente.